# Этцель, Пьер-Жюль
Пьер-Жюль Этцель (фр. Pierre-Jules Hetzel; 15 января 1814, Шартр, департамент Эр и Луар, Франция — 17 марта 1886, Монте-Карло, Монако) — французский издатель и писатель.

## Биография
Изучал право в университете Страсбурга. Был атеистом.
В 1837 основал издательство, которое утратил в результате событий, связанных с революцией 1848 года. Убежденный республиканец, он работал на административной должности во Временном правительстве, а после государственного переворота во Франции в конце 1851 года был вынужден эмигрировать в Бельгию.
Этцель вернулся на родину после объявления амнистии и сразу же возобновил прерванную издательскую деятельность, которая и прославила его на всю страну. В основном, благодаря сотрудничеству с Жюлем Верном.
Встретившись с Верном, он ознакомился с его романом «Пять недель на воздушном шаре», который издателю понравился, и он пообещал выпустить его отдельной книгой. Кроме того, Этцель обсудил с автором-новичком идею периодического издания, которую вынашивал не один год. Речь шла о предназначенном юной аудитории журнале приключений и путешествий — увлекательных и одновременно познавательных. Этцель прозорливо увидел в Ж. Верне автора, которого как раз и искал, и предложил ему сотрудничество на постоянной основе. 23 ноября 1862 года подписал контракт с Жюлем Верном.
Стал издавать в Париже «Журнал воспитания и развлечения», предназначенный для молодежной аудитории. Помещал в нём свои произведения под псевдонимом Сталь (P.-J. Stahl).
Документ обязывал Верна поставлять по три романа в год для публикации в новом «Журнале воспитания и развлечения», а издателя — платить по 1900 франков за каждый. Особо оговаривался гонорар за возможные книжные издания в случае повышенного читательского интереса к тому или иному произведению — что и произошло с большинством романов Жюля Верна.
В 1863 году он издал книгу «Пять недель на воздушном шаре» молодого автора. Верн и Этцель оказались единомышленниками во всём, что касалось лица нового журнала и литературы вообще.
За ней последовали другие публикации Верна «Путешествие и приключения капитана Гаттераса», «Путешествие к центру Земли», «С Земли на Луну» и, наконец, одно из лучших произведений Жюля Верна — «Дети капитана Гранта», составившие книжную серию «Необыкновенные путешествия» (фр. Voyages extraordinaires)
Читательский энтузиазм к журнальному изданию произведений Жюля Верна постоянно поддерживался на протяжении многих лет.
Кроме того, издательство Этцеля выпустило ряд произведений Бальзака, Гюго, Жорж Санд, Золя, Бодлера, публицистику Прудона, сказки Шарля Перро с иллюстрациями Гюстава Доре и др.
Этцель был небогат: он сам порой испытывал финансовые затруднения и обращался за помощью к своим авторам — тому же Жюлю Верну. Издатель относился к авторам благосклонно: не обирал и не тиранил их. Поэтому, как только дела издательства пошли на подъём — в основном благодаря растущей популярности Жюля Верна, Этцель тут же переоформил договор с ним. Согласно новому контракту, заключённому в декабре 1865 года, гонорар за роман увеличивался до 3000 франков, а в 1871 году Этцель, пожалев автора, который стал ему ближайшим другом и фактически компаньоном, сократил «норму» до двух романов в год и обязался выплачивать за каждый уже по 6000 франков.
Издатель был сторонником соблюдения авторских прав и даже написал несколько статей в защиту литературной собственности.
Похоронен на кладбище Монпарнас.
После смерти Этцеля издательская фирма перешла к его сыну — Жюлю Этцелю-младшему.

## Образ в кино
В фильме 1986 года «В поисках капитана Гранта» роль Этцеля исполнил болгарский актёр Коста Цонев.